# 中常侍
中常侍（ちゅうじょうじ）は、古代中国にあった官職である。皇帝のそば近くで仕えた。

## 歴史

### 秦・前漢
前漢の官制について後漢時代に記録した『漢書』百官公卿表は、奉車都尉以下、中常侍を含む多数の官を説明した末尾に、「みな秦制」と記す。ただ、秦代の史料に中常侍は見えない。
前漢の景帝、武帝の時代には司馬相如や東方朔など、兼任で常侍となった者がいた。地位が中常侍に似ており、これが前身かと言われる。中常侍の初見は元帝の時代（紀元前48年 - 紀元前33年）である。
中常侍は他に官職を持つ者が兼ねる加官で、定員はない。同じ加官でより地位が高い侍中とともに、禁中に入る特権を得た。禁中は宮殿内で皇帝が執務を離れて過ごす私的空間で、丞相など高官であっても入ることはない。中常侍自体は高い官ではないが、皇帝の信任で立ち入りを許され、近くにいることには、特別な意義があった。
前漢の中常侍は宦官ではない。

### 後漢
後漢の永元4年（92年）以降、宦官専任の官職となり、宦官の中では大長秋（皇后侍従長）に次ぐ位。
後漢では中常侍は侍中とともに命令の取次や顧問応対（皇帝に直接進言を行うこと）が認められており、禁中への立ち入りや宿衛が厳しく規制されていた侍中と異なり、宦官である中常侍は常に自由に出入りする事ができたことから大きな力を得るに至った（反対に、後漢において政治権力を振るうことが可能であった宦官は、現職の中常侍もしくは経験者に過ぎなかった）。
製紙法の蔡倫や三国志の奸臣として有名な十常侍などがこれに就いている。